# Daniel Monzón
Daniel Monzón (ur. 17 lipca 1968 w Palma de Mallorca) – hiszpański reżyser i scenarzysta filmowy. Laureat nagrody Goya dla najlepszego reżysera za film Cela 211.

## Filmografia

### Reżyser
- 2000: Serce wojownika (El corazón del guerrero)
- 2002: Największa kradzież, o której nie opowiedziano (El robo más grande jamás contado)
- 2006: Kovak Box
- 2009: Cela 211 (Celda 211)
- 2014: 9 mil (El Niño)
- 2014: Jukatan (Yucatán)
- 2021: Buntownicy (Las leyes de la frontera)

### Scenarzysta
- 1994: Na skróty do raju (Desvío al paraíso)
- 2000: Serce wojownika (El corazón del guerrero)
- 2002: Największa kradzież, o której nie opowiedziano (El robo más grande jamás contado)
- 2006: Kovak Box
- 2009: Cela 211 (Celda 211)
- 2014: 9 mil (El Niño)
- 2014: Jukatan (Yucatán)
- 2021: Buntownicy (Las leyes de la frontera)